# 토론토 국제 영화제
토론토 국제 영화제(Toronto International Film Festival, TIFF)는 매년 9월 캐나다 토론토에서 열리는 국제 영화제이다. 9월 첫째주 월요일 노동절이 지나고 나서 목요일 밤에 축제가 시작되며 10일 동안 열린다. 중심 거리에 23개의 스크린이 설치되고 300~400여 개의 영화를 상영한다. 매년 TIFF의 참가자는 대중 및 관련 업계 포함 30만 명에 이른다.
1976년 처음 시작한 토론토 국제영화제는 세계적으로도 명성이 상당히 높다. 1998년 〈버라이어티 지〉에서는 시장 활동의 중대함과 영향력에 대해 TIFF가 칸 영화제에 이어 2번째의 영향력을 갖고 있다고 말했다. 북아메리카에서는 아카데미 시상식 못지않게 중요하다.
영화제는 토론토 요크빌 인근에서 집중적으로 이뤄지며 주요 거리에서 함께 행사를 진행한다. 대개는 특급호텔과 영화관, 대중 레스토랑의 후원 및 참여를 받아 진행하며 사실 이 거리는 북아메리카에서도 가장 실속 있는 소매 소비자를 위한 거리이다. 할리우드의 영향력이 지나치게 강하기는 하지만 아직까지 고유의 뿌리를 유지하며 캐나다 국내의 영화와 영화 감독을 주로 다루고 있다. 이외에도 아시아, 아프리카, 아메리카 대륙의 영화를 많이 선보이는 것으로 알려져 있다.
TIFF의 최고 경영자이자 지도자는 1994년 이후로 피어스 핸들링이 맡고 있다. 2004년부터는 노아 코원이 공동 지도자가 됐다.

## 역사

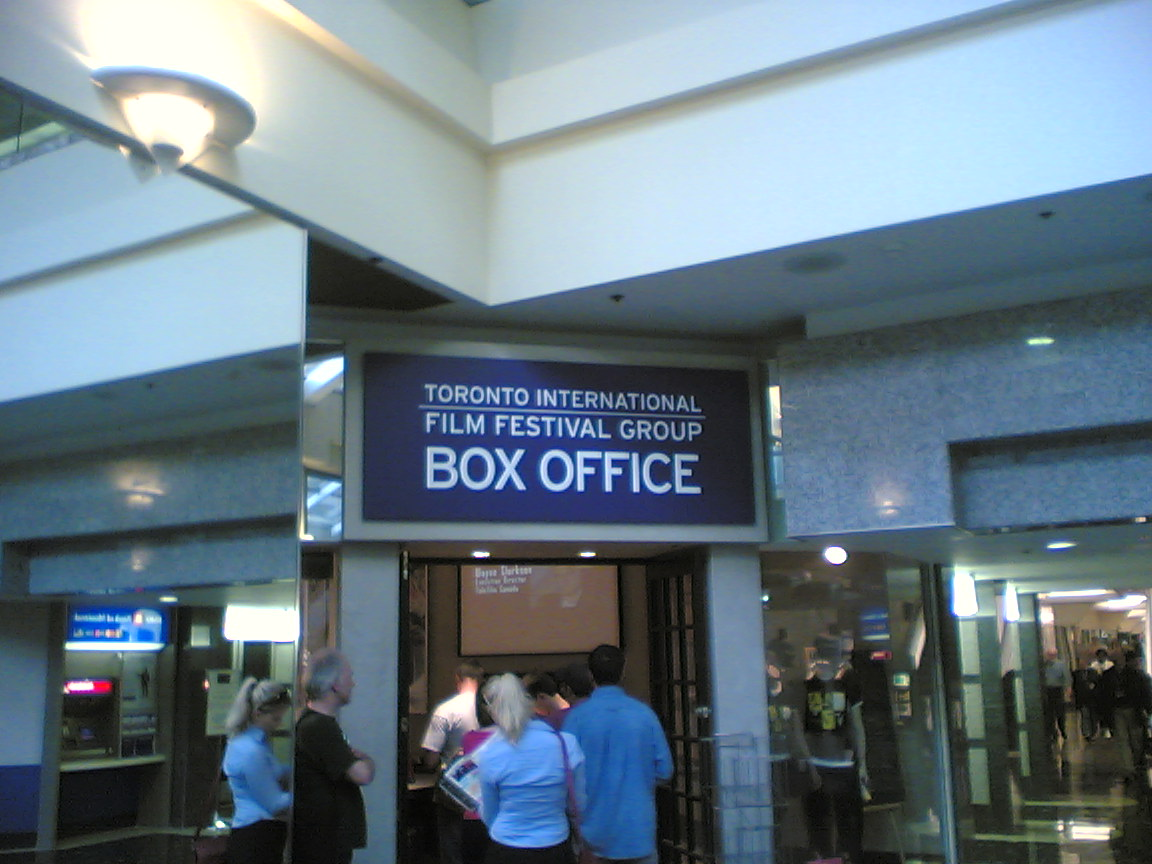
매표소(2006년)

토론토 국제영화제는 "축제 중의 축제"로 불리며 윈소르 암스 호텔에서 1976년 그 첫삽을 올렸다. 모든 세계의 축제를 하나로 통합하고 있다는평을 받고 있으며 주최 관계자와 후원자의 지속적인 투자로 발전하면서 한편으로는 할리우드에 없어서는 안될 홍보무대가 됐다.
세계적으로 많은 명성을 얻은 북미작 영화들은 TIFF를 통해 그 발판을 마련했다. 《아메리칸 뷰티》, 《불의 전차》(영국), 《새로운 탄생》, 《부부 일기》, 《크래쉬》 등이 이에 해당된다.
캐나다에서 열리는 만큼 캐나다 영화를 다루는 데에 대해서는 Perspective Canada라고 불리는 프로그램이 있었다. 1984년부터 캐나다 영화에 집중하도록 구상됐던 이 체계는 2001년부터 두 부류로 분리됐다.
- Canada First! : 캐나다 영화제작자들의 포럼으로 장편 영화만 8~15편 정도 다룬다.
- Short Cuts Canada : 단편 영화의 모임으로 30~40편의 영화가 선발된다.

TIFF의 평가는 비평가, 프로그래머, 전문가의 의견을 수렴해 10개의 최고 영화를 선발하며 매회 그런 것은 아니어서 지금까지는 1984, 1993, 2004년 세 경우만 이런 방식을 채택했다.
맥클린 지는 토론토 국제영화제가 캐나다의 인력을 수급하는 100대 기업에 해당된다고 밝히면서 예술관련 문화산업에서는 유일하게 포함됐다.
2007년 토론토 중심가의 하나인 킹&존 가에 새로운 영화제 상징물을 조성하기로 밝혔으며 온타리오 주, 캐나다 정부의 후원과 관련자의 기금을 조성해 이를 진행하기로 했다. 현재 발표에 따르면 새로운 건축물은 2010년까지 완공될 것으로 보이며 갤러리와 영화관, 영화 매니아를 위한 다목적 시설이 들어설 계획이다.

## 비판
토론토 국제영화제에 대해서는 선댄스 국제영화제와 함께 할리우드에만 목을 매고 있다는 악평이 존재한다. 할리우드의 영향력이 지나치게 방대하기 때문으로 일부에서는 너무 상업적이고 지나치게 대중적인 영화만을 발굴하는 것에 치중한 나머지 영화 자체가 아니라 영화 산업계의 교묘한 술수에 놀아나고 있다고 지적하고 있다.

## 역대 영화제
- 1977
- 1978
- 1979
- 1980
- 1981
- 1982
- 1983
- 1984
- 1985
- 1986
- 1987
- 1988
- 1989
- 1990
- 1991
- 1992
- 1993
- 1994
- 1995
- 1996
- 1997
- 1998
- 1999
- 2000
- 2001
- 2002
- 2003
- 2004
- 2005
- 2006
- 2007
- 2008
- 2009
- 2010
- 2011
- 2012
- 2013
- 2014
- 2015
- 2016
- 2017
- 2018
- 2019
- 2020
- 2021
- 2022
- 2023
- 2024

## 같이 보기
- 영화제
  - 베니스 국제 영화제
  - 베를린 국제 영화제
  - 칸 영화제